# 静岡すみずみアワー
『静岡すみずみアワー』（しずおかすみずみアワー）は、テレビ静岡で月曜日から金曜日の夕方に放送されていたオムニバスローカルワイド番組である。

## 概要
2015年春のFNNの改編に伴い、これまで14:55 - 15:55に放送していた『情報ワイド てっぺん静岡』を15:50 - 17:00に移動し、『FNNテレビ静岡スーパーニュース』の後継番組で17:00 - 19:00に放送する『みんなのニュース しずおか』と合わせて同年3月30日に『しずおか!てっぺんアワー』として開始。
2016年4月4日からは番組タイトルを現在の『LIVEをピピピ』に改題。同タイトルは『みんなのニュース しずおか』の番宣コーナーのタイトルにも用いられている。
『情報ワイド てっぺん静岡』の『てっぺん!』への改題と16:45 - 17:53への移動、これに伴う『みんなのニュース しずおか』の縮小に合わせ、2017年10月2日よりタイトルを『静岡すみずみアワー』に改題。
2018年3月30日をもって『みんなのニュース しずおか』は終了し、同年4月2日より17:53 - 19:00は『プライムニュース しずおか』が放送される。
2019年3月29日をもって『プライムニュース しずおか』は終了し、同年4月1日より17:53 - 19:00は『FNN Live News it!』が放送される。
2019年6月14日をもって『てっぺん!』、同年6月28日をもって『FNN Live News it!』はそれぞれ終了。同年7月1日からは、この2番組を統合した新情報ワイド番組『ただいま!テレビ』（16:45 - 19:00）を開始
。

## 内包番組
- 第1部『てっぺん!』（16:45 - 17:53）
  - 16:50 - 17:12.30はフジテレビから『Live News it!・第1部』をネット。
- 第2部『FNN Live News it!』
  - 17:53 - 18:14はフジテレビから『Live News it!・第2部』をネット。

## FNN Live News it!
『Live News it!』は、テレビ静岡で月曜日から金曜日の夕方に放送されていた報道番組である。

### 概要
- 2019年3月29日まで放送されていた『プライムニュース しずおか』の後継番組。
- 2019年6月14日まで、18:40頃から『Live News it!・第1部』のコーナー「アレコレト!」を録画ネットしていた[2]。
- 番組名に『テレビ静岡』や『しずおか』を入れず、キー局と完全に同一なタイトルを使用していた。
- 2019年7月1日から『てっぺん!』と『Live News it!』を統合し、新番組『ただいま!テレビ』をスタートした。

### 出演者
- 月曜 - 木曜
  - 蓮見直樹（テレビ静岡アナウンサー）
  - 本谷育美（テレビ静岡アナウンサー）
- 金曜
  - 永井俊樹（テレビ静岡アナウンサー）
  - 本谷育美（テレビ静岡アナウンサー）